# Olga Levenkova
Olga Levenkova, född den 11 januari 1984 i Kemerovo, är en rysk friidrottare som tävlar i mångkamp.
Levenkova var en framgångsrik junior med brons från junior-VM 2002 och guld vid junior-EM 2003 i sjukamp. Som senior blev hon bronsmedaljör vid inomhus-VM 2006 i femkamp. Hon deltog även vid EM 2006 i Göteborg där hon slutade tia i sjukampen. 
Vid inomhus-EM 2007 slutade hon tolva i femkampen.